# Prästänkan
Prästänkan är en  svensk dramafilm från 1920, i regi av den danske regissören Carl Theodor Dreyer.

## Handling
Filmen utspelar sig på 1600-talet. En landsortsförsamling ska välja ny präst då den gamla har dött. Tre kandidater ställer upp, men de vet inte att villkoret för att bli präst i församlingen är att gifta sig med änkan.

## Om filmen
Filmen premiärvisades 4 oktober 1920 på den nya Stockholmsbiografen Rivoli. Hildur Carlberg genomförde rollen som prästänkan svårt sjuk och avled strax efter inspelningens slut den 27 augusti, innan filmen ännu blivit premiärklar. 
Den internationellt berömde danske filmregissören Carl Theodor Dreyer gjorde endast två gästspel i svensk film under sin karriär. Dels Prästänkan, dels Två människor 1945. I båda fallen stod han för såväl regi som manuskript. 
Som förlaga till filmen Prästänkan användes den norsk-amerikanska författaren Kristofer Jansons novell Prestekonen som kom ut 1901

## Restaurering
Prästänkan restaurerades digitalt 2018 av Svenska Filminstitutet. Bland annat rekonstruerades mellantexternas utformning samt filmens tintnings- och toningsfärger. Den restaurerade versionens premiär skedde på Cinemateket i Stockholm till pianoackompanjemang av Iiris Viljanen. Filmen visades därefter, bland annat, samma år på den internationella stumfilmsfestivalen Le Giornate del cinema muto i Pordenone.

## Rollista
- Hildur Carlberg – Margarete Pedersdotter, prästänkan
- Einar Rød – Söfren, prästkandidat
- Greta Almroth – Mari, hans fästmö
- Olav Aukrust – mager prästkandidat
- Kurt Welin – fet prästkandidat
- Mathilde Nielsen – Gunvor, tjänstehjon i prästgården
- Emil Helsengreen – Steinar, tjänstehjon i prästgården
- Lorentz Thyholt – klockaren
- William Ivarson – grannprästen
- Ivar Blekastad – bonde
- Peter Kraabøl – bonde
- samt som statister medverkar bondebefolkningen i Gudbrandsdalen i Norge